# Cindy Walsh
Cindy Walsh (* 13. September 1979) ist eine kanadische Fußballspielerin.
Walsh spielte 1998–2000 für die kanadische Fußballnationalmannschaft (U20) und spielte 2006–2010 bei den Laval Comets. Seit 2011 ist sie Assistenztrainerin der Mannschaft. Ihre Schwester Amy Walsh spielte ebenfalls dort.